# Irina Kalinina
Irina Vladimirovna Kalinina, coniugata Bažina (in russo Ирина Владимировна Калинина-Бажина?; Penza, 8 febbraio 1959), è un'ex tuffatrice e allenatrice di tuffi sovietica.

## Biografia
È nata a Penza. Ha sposato il tuffatore Valery Bažina, con il quale ha avuto la figlia Nadežda Bažina, anch'essa campionessa di tuffi.
Ha ottenuto la sua prima medaglia mondiale ai campionati mondiali di nuoto di Belgrado 1973 nella piattaforma 10 metri, concludendo la gara al terzo posto, alle spalle della svedese Ulrika Knape e della cecoslovacca Milena Duchková.
Due anni più tardi ai campionati mondiali di nuoto di Cali 1975 l'oro nel trampolino 3 metri e l'argento nella piattaforma 10 metri, ove è stata battuta dalla statunitense Janet Ely.
Ha rappresentato l'Unione Sovietica  ai Giochi olimpici di Montréal 1976, nel concorso dei tuffi dal trampolino 3 metri, concludendo al settimo posto, e nel concorso della piattaforma 10 metri, giungendo quarta in finale.
Ai campionati mondiali di nuoto di Berlino Ovest 1978 ha ottenuto l'oro nel trampolino 3 metri, battendo le statunitensi Cynthia Potter (argento) e Jennifer Chandler (bronzo), e nella piattaforma, superando in finale la tedesca Martina Jäschke e la statunitense Melissa Briley.
Dopo il ritiro è divenuta allenatrice di tuffi, allenando la figlia Nadežda Bažina.

## Palmarès
- Giochi olimpici

Mosca 1980: oro nel trampolino 3 m;
- Mondiali di nuoto

Belgrado 1973: bronzo nella piattaforma 10 m;
Cali 1975:oro nel trampolino 3 m; argento nella piattaforma 10 m;
Berlino Ovest 1978: bronzo nel trampolino 3 m;
- Europei di nuoto

Vienna 1974: argento nel trampolino 3 m; argento nella piattaform 10 m;
Jönköping 1977: bronzo nel trampolino 3 m; bronzo nella piattaform 10 m;
Spalato 1981: bronzo nel trampolino 3 m;
- Universiadi

Sofia 1977: oro nel trampolino 3 m e nella piattaforma 10 m;
Città del Messico 1979: oro nel trampolino 3 m; argento nella piattaforma 10 m;
- Vincitrice della Coppa del Mondo della piattaforma 10 m nel 1979